# Estuary English
Az Estuary English egy angol akcentus, amelyet a Temze mentén és torkolatánál lévő területhez lehet társítani. John C. Wells fonetikus javasolta a következő definíciót: „általános angol nyelv délkelet-angliai kiejtéssel.” A cockney-val lehet összehasonlítani, és még a nyelvészek között is viták folynak arról, hogy hol ér véget a cockney-nyelvjárás és hol kezdődik az Estuary English.

## Név
A tudós Alan Cruttenden a népszerű Estuary English helyett a London Regional General British kifejezést használja inkább.
A fent felsorolt neveket így lehet rövidíteni:
- Estuary English → EE
- London Regional General British → London General, London Regional GB, London RGB

Egyes szerzők az EE-re más, a cockney-hoz közelebb álló kifejezést (Popular London) használnak és az EE-hez közelebb álló kapott kiejtést (London Regional Standard vagy South-Eastern Regional Standard).
Figyelembe kell venni, hogy egyes szerzők a Popular London névvel a cockney-ra magára utalnak.

## Státusza mint angol akcentus
Az Estuary English és a cockney közötti határ távolról sem egyértelmű. Számos író vitatkozott arról, hogy az Estuary English nem egy a Londoni környék nyelvjárásától különböző egyedi akcentus. A szociolingvisztikus Peter Trudgil azt írta, hogy az Estuary English szakszó nem helyénvaló, mert „azt feltételezi, hogy egy új fajtáról beszélünk, ami nem így van, és amiért azt sugallja, hogy ez egy változata az angolnak, amely a Temze torkolatának partjára korlátozódik, ami nem igaz. Az elnevezés igazából a Home Counties Modern Dialect területének az alacsonyabb középosztálybeli akcentusaira utal, szemben a munkásosztálybeli nyelvjárásokkal.” Peter Roach megjegyezte: „Valójában nincs ilyen akcentus és a kifejezést körültekintően kéne használni. Az ötlet a szociolingvisztikus megfigyelésből származik, hogy néhány ember a közéletben, aki korábban valószínűleg RP akcentussal szólalt meg, most elfogadhatóbbnak találják, hogy a londoni térség néhány jellegzetességét használják beszédjükben… mint a hangszalag-zárhangok, amelyek a korábbi időkben megjegyzéseket és rosszallást vontak maguk után.” 
Foulkes & Docherty (1999) kijelenti, hogy „Minden jellegzetessége (EE-nek) megtalálható az RP és a cockney közötti szociolingvisztikus és földrajzi folytonosságon, és terjed, de nem azért, mert az Estuary English egy összefüggő és azonosítható hatás, hanem azért, mert a sajátosságok nem mutatják sem a szabványos sem a szélsőséges nem szabványos pólusait a folytonosságnak.” A szakértő nyelvészek által felvetett problémák megoldása érdekében Altendorf azzal érvelt, hogy Estuary English nyelvjárást inkább népi, mintsem szakértői nyelvészeti kategóriának kéne tekinteni. Mint olyan, megszerzi egy észlelési prototípus kategória alakját, ami nem igényel különálló határokat annak érdekében, hogy a nyelvváltozás és változás laikus megfigyelői szemében (és fülében) funkcionáljon.

## Jellemzők
Beszédpélda

Probléma esetén lásd:Médiafájlok kezelése.
Beszéd példa

Probléma esetén lásd:Médiafájlok kezelése.
- Nem rotikus
- Hiátustöltő R használata: kiejteni az /r/-t olyan helyeken, ahol etimológiailag semmilyen /r/ nincs, amely azért jelenik meg, hogy az egymást követő magánhangzókat elkerülje. Például a drawing szó kiejtve /ˈdrɔːrɪŋ/.
- Több magánhangzó szétválásának jelenléte: 
  - Wholly-holy szétválása: tehát wholly /ˈhɒʊli/ másképp van kiejtve a holy /ˈhəʊli/ szótól.
  - foot-strut szétválása: így a foot /fʊt/ nem rímel a strut /strʌt/ szóval.
  - trap-bath szétválása: így a trap /træp/ más magánhangzóval rendelkezik, mint a bath /bɑːθ/.
  - Másik szétválás, amelyről beszámolnak az a THOUGHT szakadás, amely miatt board /bɔːd/ szót máshogy ejtik, mint a bored /bɔəd/ szót. /ɔː/ (fonetikailag [ɔʊ] vagy [oː]) megjelenik a mássalhangzók előtt és /ɔə/ (fonetikailag [ɔə] vagy [ɔː]) a morféma határán mutatkozik. Viszont Przedlacka (2001) állítja, hogy mind a /ɔː/ és a /ɔə/ rendelkezhet ugyanolyan magánhangzói tulajdonsággal [ɔː].
- T glottalisation: a nem kezdeti, leggyakrabban végleges /t/ az egy glottal stop, mintsem egy alveolar stop: can’t (kiejtve [kɑːnʔ]).
- Yod-egyesülés: a [d͡ʒ] és [t͡ʃ] zár-rés hangok használata a [dj] és [tj] csoportok helyett, olyan szavakban, mint a dune és a Tuesday. Így a szavak rendre úgy hangzanak, mint June és choose day.
- A non-prevocalic /l/ felismerése különbözik a hagyományos RP-ben megtalálhatótól, négy változat lehetséges:
  - L-kiejtés, az [o], [ʊ], vagy [ɯ] használata olyan helyeken, ahol az RP [ɫ]-t használja a záró pozícióban vagy az utolsó mássalhangzó csoportosulásokban: sold (kiejtve [sɔʊd]). Londonban ez még magánhangzó előtt is felbukkanhat: girl out [ɡɛo ˈæoʔ]. Minden fonetikus környezetben, a férfi londoni nyelvjárás használók legalább kétszer annyian szokták használni a dark l-t, mint a londoni nők.
  - Ladefoged & Maddieson (1996) szerint a kiejtett dark l néha egy elhagyott mellék félhangzó, amely csak az alveolar kapcsolat hiánya miatt tér el az RP [ɫ] -től.
  - Az utolsó /l/-t olyan érthetően ejtik [l], mint a legtöbb ír angolban. Przedlacka (2001) megjegyzi tanulmányában, hogy „mind a négy Essex beszélőnek egyértelmű vonzereje van”. Az új-zélandi angolban, a szóvégi clear /l/, ebben a változatban szokásossal ellentétben [ɯ]-nek ejtik, számoltak be néhány felszólaló esetében. Egy ellentétes folyamat, clear [l] dark [ɫ]-ként való megvalósulása, nem jelentkezik az Estuary English-ben.
  - A kiejtett [o ~ ʊ ~ ɯ] közötti váltakozás, a nem kiejtett dark [ɫ] és a nem kiejtett clear [l], a szótól függ.

Az Estuary //əʊ// lehetséges megvalósítása a magánhangzó-diagramon, Lodge (2009:175)

- Azt mondják, hogy a th-kezdés „jelenleg úton van” az Estuary English-be, például a Thanet szigetiek gyakran hivatkoznak Thanet-re, mint „Plannit Fannit” (Planet Thanet). Mindamellett ez a tulajdonság jelen volt a hagyományos essexi nyelvjárásban, még mielőtt elterjedt volna az Estuary English.

- Magánhangzó változások:
  - /iː/ (mint a FLEECE-ben) észrevehető, mint [iː], [ɪi] vagy [əi], az első két változat túlsúlyában. A dark l előtt néha egy központosító kettőshangzó [iə].
  - /uː/ (mint a GOOSE-ban) észrevehető sokféle módon, mint a [ʏː], [ɪ̝ː], [ʉː], [ɨː], [ʉ̠ː], [u̟ː] magánhangzók és a [ɘɵ], [ɘʏ], [ʏɨ] és [ʊu] kettőshangzók. Az első kiejtések ([ʏː], [ɪ̝ː], [ɘʏ] és [ʏɨ]) gyakrabban megtalálhatóak a női beszélők körében. Az l előtt mindig visszatér.
  - /ʊ/ lehet középi (ajakkerekítéssel [ʊ̈] vagy anélkül [ɪ̈] ejtett), az elejéhez közeli [ʏ], vagy a végéhez közeli [ʊ], mint az RP-ben. Csak az utolsó változat jelenik meg a dark l előtt.
  - /ɔː/ (mint a THOUGHT-ban) Przedlacka (2001) szerint két különböző módon lehet kiejteni: kettőshangzójú [oʊ] zárt szótagokban és [ɔə] vagy [ɔ̝ə] nyitott szótagokban és magánhangzókban [ɔː]. Parsons (1998) szerint vagy [ɔʊ] vagy [oː] áll a mássalhangzók előtt, és vagy [ɔə] vagy [ɔː] egy morféma határán.
  - /ʌ/ (mint a STRUT-ban) észrevehető, mint [ɒ], [ʌ], [ɐ], [ɐ̟] vagy [æ], ahol az [ɐ] a domináns. Az első két változó leginkább a /ŋ/ előtt bukkan fel. Az utolsó két változót gyakrabban használják a nők.
  - /æ/ (mint a TRAP-ban) észrevehető, mint [a], [a̝], [æ], [ɛ̞] vagy [ɛ]. Néhány Reading-ben beszélők által egy némiképp visszahúzódó kezdődést [a̠] használnak.
  - /əʊ/ (mint a GOAT-ban) néhány különböző módon vehető észre. Przedlacka (2001) szerint az alábbiak bármelyike: [əʊ], [ɐʊ], [əʏ] vagy [ɐʏ]. Az utóbbi kettőt gyakrabban használják a nők. Továbbá megjegyzett egy teljesen ajakkerekítéssel kiejtett kettőshangzót [oʊ] -t (Essex egyes beszédeiben található meg), valamint két ritka magánhangzói megvalósulást, nevezetesen az [ɐː] -t és az [o̞ː]-t. Lodge (2009) szerint az Estuary /əʊ/ kiejthető [ɑːɪ̯̈]-ként vagy [ɑːʏ̯̈]-ként, azzal, hogy az első rész valamelyest megnyúlt és sokkal nyitottabb, mint az RP-ben és a második rész a középponthoz közelibb ajakkerekítéssel vagy anélkül ejtett.
  - / eɪ / (mint a FACE-ben), Przedlacka (2001) szerint felismerhető, mint [ɛ̝ɪ], [ɛɪ], [ɛ̞ɪ] vagy [æɪ], a [ɛɪ] és a [ɛ̞ɪ] dominanciájával. Wells (1994) szerint felismerhető, mint [eɪ], [ɛɪ], [æɪ], [ɐɪ] vagy [ʌɪ].
  - /aɪ/ (mint a PRICE-ban) észrevehető, mint [aɪ], [a̠ɪ], [ɑ̟ɪ], [ɒ̟ɪ], [ɑɪ] vagy [ɒɪ].
  - /aʊ/ (mint a MOUTH-ban) észrevehető, mint [aʊ], [aʏ], [æə], [æʊ] vagy [æʏ]. [a] megjelöl egy elülső kezdetet [a], nem egy középsőt [a].

- A magánhangzók összeolvadása a historic /l/ előtt.
  - /iːl/ (mint a REEL-ben) összeolvad a /ɪəl/-val (mint a REAL-ben).
  - /ɔɪl/ (mint az OIL-ban) összeolvad a /ɔɪəl/-val (mint a ROYAL-ban).
  - /aʊl/ (mint az OWL-ban) összeolvad a /aʊəl/-val (mint a VOWEL-ben).
  - Más lehetséges összeolvadások a következőket tartalmazzák:
    - /iːl/ (mint a FEEL-ben) összeolvadhat a /ɪl/-val (mint a FILL-ben). Miután /ɪəl/ összeolvad /iːl/-val, szintén részt vesz ebben az összeolvadásban.
    - /uːl/ (mint a POOL-ban) összeolvadhat a /ʊl/-val (mint a PULL-ban) és /ɔːl/-val (mint a PAUL-ban).
    - /eɪl/ (mint a VEIL-ben) összeolvadhat a /æl/-val (mint a VAL-ban) és /aʊəl/-val (mint a VOWEL-ben).
    - /ɛl/ (mint a WELL-ben) összeolvadhat a /ɜːl/-val (mintha WHIRL-ban).
    - /aɪl/ (mint a CHILD’S-ban) összeolvadhat a /ɑːl/-val (mint a CHARLES-ban).
    - /ɒl/ (mint a DOLL-ban) összeolvadhat a /ɒʊl/-val (mint a DOLE-ban).

A két nyelvjárás közötti hasonlóság ellenére a következő jellegzetességei a cockney-nak, általában nincsenek jelen az Estuary English-ben: 
- H-kihagyása a hangsúlyozott szavakban ([æʔ] hat-ben).
- Az /aʊ/ magánhangzói ([æː] vagy [aː]) megvalósulása (mint a MOUTH-ban).

## Használat
Estuary English széles körben elterjedt Anglia délkeleti részén, különösen a fiatalok körében. Munkásosztályú akcentusnak tekintik, habár az alacsonyabb középosztálybeliek is gyakran használják. Az Estuary English-ről szóló 1993-as cikk körül folyó vita során egy londoni üzletember azt állította, hogy az RP-t barátságtalannak érzékelték, így a kereskedelmi tárgyalásokban az Estuary English-t részesítették előnyben. Néhányan az akcentust a „beolvadás” eszközének tekintik, hogy inkább a munkásosztálybelinek vagy egy „közönséges embernek” tűnjenek. Az akcentus affektáltságára néha gúnyosan utalnak, mint „mockney”. A hagyományos RP-től való eltávolodás a középosztályú fiatalok körében majdnem általános. 
A kifejezés rosszalló másodjelentéssel lehet használni: Sally Gunnell egy egykori olimpiai atléta, aki a Channel 4 és a BBC televíziós műsor vezetője volt, kilépett a BBC-től, közölte, hogy „nagyon aláásottnak” érezte magát a hálózat támogatásának hiányában, miután széles körben kritizálták a „nem megihlető interjústílusa” és a „szörnyű Estuary English használata” miatt. 

## Hagyományos Essex és Kent
A régebbi vidéki nyelvjárások egykor elsősorban Kentre és Észak- és Kelet-Essexre korlátozódtak, amelyek néhány korai vonást mutattak, és néhány megkülönböztető vonást mutattak a modern Estuary nyelvjárástól, ami azóta az egész térségben elterjedt. A East-Anglian angolhoz kapcsolódó bizonyos jellemzők gyakoriak voltak: az ajakkerekítéses kettőshangzós [aɪ] (right, mint roight), yod-elhagyás az Essexben, és a nem rotikus, habár Mersea-sziget a 20. század közepéig volt rotikus. A modern Estuary nyelvjárás jellemzőit a hagyományos változatokba is beszámolták, beleértve a az L-kiejtését pl. old, mint owd és a th-kezdés (e tulajdonság széles körben elterjedt Angliában, megtalálható mindenütt Essexben az 1950-es Survey of English Dialect szerint) az Essex-ben és a yod-egybeolvadás a Kentben. Az /iː/ kiejtése, mint [ɪ], olyan szavakban, mint a been vagy a seen, szintén egykor mindkét megye jellemzője volt. 
A British Library weboldalán és a BBC forrásaiban vannak audiofelvételek a régebbi kenti nyelvjárásra vonatkozóan, és kiadtak egy Essex Dialect Handbookot; az Essex Country Records felvett egy CD-t az essexi nyelvjárás beszélőinek hangjával annak érdekében, hogy megőrizzék a tájszólást. A Survey of English Dialects 15 helyszínt vizsgált Essexben, amelynek többsége a megye északi vidéki részén helyezkedett el és amelyek közül az egyik Mersea-szigeten volt – szokatlanul magas számú telkek, csupán Yorkshire-nál. Sok az első angol könyvek közül kenti írók által volt kiadva, és ez segítette a kenti nyelvjárás szavainak (pl. ’abide’, ’ruck’) terjedését az ország többi részén. Charles Dickens néhány könyvének a beszéd sémája a kenti nyelvjárásnak a sajátossága, mivel a szerző Highamben élt, ismerte a Rochester melletti árapálysíkságokat, és létrehozott egy képregénykaraktert, Sam Wellert, aki a helyi akcentus szerint beszélt, elsősorban kenti, de erős londoni befolyással.  

## Fordítás
Ez a szócikk részben vagy egészben  az   Estuary English című angol Wikipédia-szócikk ezen változatának fordításán alapul.  Az eredeti cikk szerkesztőit annak laptörténete sorolja fel. Ez a jelzés csupán a megfogalmazás eredetét és a szerzői jogokat jelzi, nem szolgál a cikkben szereplő információk forrásmegjelöléseként.

## Bibliográfia
- Altendorf, Ulrike (1999), "Estuary English: is English going Cockney?", Moderna Språk 93 (1):  1–11, <http://www.phon.ucl.ac.uk/home/estuary/altendf.pdf>
- Altendorf, Ulrike (2003), Estuary English: Levelling at the Interface of RP and South-Eastern British English, Tübingen: Gunter Narr Verlag, ISBN 3-8233-6022-1, <http://narr-starter.de/magento/index.php/estuary-english.html>[halott link]
- Altendorf, Ulrike (2016), "Caught between Aristotle and Miss Marple… – A proposal for a perceptual prototype approach to 'Estuary English'", Complutense Journal of English Studies (no. 24):  131-154, <https://revistas.ucm.es/index.php/CJES/article/view/54452/50279>
- Altendorf, Ulrike & Watt, Dominic (2004), "The dialects in the South of England: phonology", in Schneider, Edgar W.; Burridge, Kate & Kortmann, Bernd et al., A handbook of varieties of English, vol. 1: Phonology, Mouton de Gruyter, pp. 181–196, ISBN 3-11-017532-0
- Ashby, Patricia (2011), "The l-vocalization trend in young London English speech: growing or declining?", English phonetics (English Phonetic Society of Japan) '14–15':  36–45
- Bauer, Laurie; Warren, Paul & Bardsley, Dianne et al. (2007), "New Zealand English", Journal of the International Phonetic Association 37 (1):  97–102, doi:10.1017/S0025100306002830, <https://www.researchgate.net/publication/282778721_ILLUSTRATIONS_OF_THE_IPA_New_Zealand_English>
- Crystal, David (2003), The Cambridge Encyclopedia of the English Language, ISBN 978-0521530330
- Foulkes, P & Docherty, G (1999), Urban Voices, ISBN 0-340-70608-2
- Gimson, Alfred Charles (2014), Cruttenden, Alan, ed., Gimson's Pronunciation of English (8th ed.), Routledge, ISBN 9781444183092, <https://books.google.com/books?id=M2nMAgAAQBAJ>
- Ladefoged, Peter; Maddieson, Ian (1996). The Sounds of the World's Languages. Oxford: Blackwell. ISBN 978-0-631-19815-4
- Lodge, Ken (2009), A Critical Introduction to Phonetics, Continuum International Publishing Group, ISBN 978-0-8264-8873-2, <https://books.google.com/books?id=_nVT_qNvbusC>
- Parsons, Gudrun (1998), From "RP" to "Estuary English": The concept 'received' and the debate about British pronunciation standards, Hamburg, <http://www.phon.ucl.ac.uk/home/estuary/parsons_ma.pdf>
- Przedlacka, Joanna (2001), "Estuary English and RP: Some Recent Findings", Studia Anglica Posnaniensia 36:  35–50, <http://www.phon.ox.ac.uk/~joanna/sap36_jp.pdf>
- Roach, Peter (2009), English Phonetics and Phonology (4th ed.), ISBN 978-0521717403
- Trudgill, Peter (1999), The Dialects of England (2nd ed.), ISBN 0-631-21815-7
- Wells, John C. (1982), "4.2 London", Accents of English 2: The British Isles, Cambridge: Cambridge University Press, pp. 301–334, ISBN 0-521-24224-X, <https://books.google.com/books?id=a3-ElL71fikC>
- Wells, John C. (1994), "Transcribing Estuary English: a discussion document", Speech Hearing and Language: UCL Work in Progress 8:  259–267, <http://www.phon.ucl.ac.uk/home/estuary/transcree-uni.htm>